# Qabr Fidda
Qabr Fidda (en árabe: قبر فضة‎) es una aldea en el norte de Siria ubicada en el subdistrito de Qalaat al-Madiq del distrito de Al-Suqeiylabiya en la gobernación de Hama. Según la Oficina Central de Estadísticas de Siria (CBS), Qabr Fiddah tenía una población de 1490 en el censo de 2004. Sus habitantes son predominantemente musulmanes suníes.